# Tõlinõmme järv
Tõlinõmme järv är en sjö i Estland.   Den ligger i landskapet Harjumaa, i den västra delen av landet, 22 km väster om huvudstaden Tallinn. Tõlinõmme järv ligger 27 meter över havet.  I omgivningarna runt Tõlinõmme järv växer i huvudsak blandskog.